# Gema (község)
Gema egy község Spanyolországban,  Zamora tartományban. Gema El Piñero, Jambrina, Casaseca de las Chanas, Moraleja del Vino és Sanzoles községekkel határos. Lakosainak száma 197 fő (2024).

## Népesség
A település népessége az utóbbi években az alábbiak szerint változott:
| Lakosok száma | 267  | 262  | 249  | 257  | 238  | 226  | 232  | 217  | 199  | 197  |
|               | 2001 | 2004 | 2007 | 2009 | 2012 | 2014 | 2017 | 2019 | 2022 | 2024 |